# Иким, Траян
Траян Иким (рум. Traian Ichim, 1905 — 1974) — румынский шахматист.
Чемпион Румынии 1947 г.
В составе сборной Румынии участник официальной и неофициальной шахматных олимпиад (1935 и 1936 гг. соответственно; оба раза играл на 2-й доске: после Г. Зильбермана в 1935 г. и Г. Александреску в 1936 г.). Также в 1947 г. в составе национальной сборной принимал участие в Балканиаде.

## Спортивные результаты
| Год  | Город    | Соревнование                                                   | + | − | = | Результат | Место |
| ---- | -------- | -------------------------------------------------------------- | - | - | - | --------- | ----- |
| 1935 | Бухарест | Чемпионат Румынии                                              |   |   |   |           | [ 1 ] |
|      | Варшава  | VI Олимпиада (сборная Румынии, 2-я доска)                      |   |   |   | [ 2 ]     |       |
| 1936 | Мюнхен   | Неофициальная шахматная олимпиада (сборная Румынии, 2-я доска) |   |   |   | [ 3 ]     |       |
| 1947 | Брашов   | Чемпионат Румынии                                              |   |   |   |           | 1     |
|      | София    | Балканиада                                                     | 1 | 2 | 0 | 1 из 3    |       |